# Uppsala stift
Uppsala stift (latin: Dioecesis Upsaliensis) är ett stift inom Svenska kyrkan som omfattar hela Uppsala och Gävleborgs län samt delar av Stockholms län.  Fram till 1973 hette stiftet Uppsala ärkestift.
I Uppsala stift finns en ärkebiskop och sedan år 1990 ytterligare en biskop: Ärkebiskopen av Uppsala (sedan december 2022 Martin Modéus) är ordförande för stiftets domkapitel samt har Uppsala kontrakt som pastoralt område. Biskopen i Uppsala stift (sedan år 2019 Karin Johannesson) är vice ordförande i domkapitlet, ordförande i stiftsstyrelsen samt har ett pastoralt område bestående av stiftets övriga kontrakt. Inom sina pastorala områden ska ärkebiskopen och biskopen i Uppsala stift svara för ledning och tillsyn. När Kyrkoordningen inte uttryckligen anger om det är ärkebiskopen eller biskopen i Uppsala stift som ska utföra en specifik episkopal uppgift (till exempel samla eller viga präster och diakoner) avgör ärkebiskopen och biskopen i samråd vem av dem som ska utföra uppgiften. (Kyrkoordningen, 8 kap. 3 §)

## Historia
Uppsala stift grundades 1164 i och med inrättandet av en ärkebiskop för Sverige som alltså placerades i Uppsala. Före 1164 var Sigtuna sätet för biskopen i Uppland. Domkyrkan var då den som nu kallas Gamla Uppsala kyrka. 1273 flyttades ärkebiskopens säte ett stycke söderut till nuvarande plats som alltså övertog namnet Uppsala. Uppsala domkyrka började byggas detta år och den invigdes 1435.
Stiftet omfattade från början alla nordliga svenska landskap, samt det norska Jämtland. 1647 bildades Härnösands superintendentia, senare kallat Härnösands stift.

### Ärkebiskopen
Uppsala stift är säte för Svenska kyrkans ärkebiskop. Sedan 2022 är Martin Modéus ärkebiskop, med valspråket "Levande tillsammans med Kristus". Han efterträdde ärkebiskop Antje Jackelén. Ärkebiskopsbostaden ligger intill Uppsala domkyrka. Ärkebiskopen har ett särskilt ansvar för Svenska kyrkan nationellt.

### Biskopen i Uppsala stift
År 1990 inrättade Svenska kyrkan ett ytterligare biskopsämbete. Biskopen i Uppsala skulle avlasta ärkebiskopen och enbart vara biskop över stiftet. Sedan 2019 är Karin Johannesson biskop. Hon efterträdde biskop Ragnar Persenius och blev därmed den tredje som har haft detta ämbete. 

## Kontrakt
- Uppsala kontrakt (0101)
- Upplands södra kontrakt (0108)
- Upplands västra kontrakt (0109)
- Upplands norra kontrakt (0110)
- Gästriklands kontrakt (0111)
- Hälsinglands södra kontrakt (0113)
- Hälsinglands norra kontrakt (0115)

## Bilder från stiftet

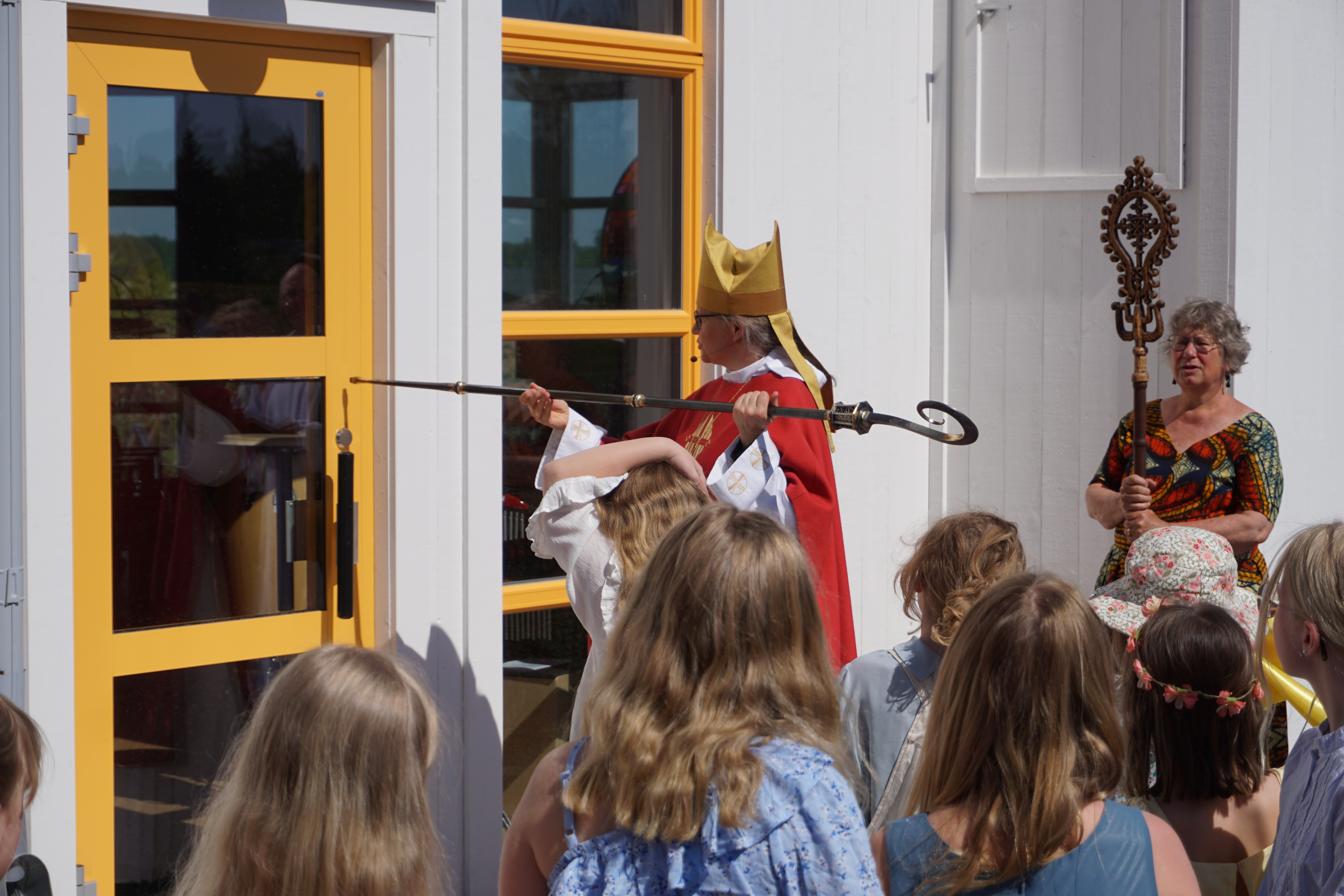
Karin Johanesson återinviger Storvreta kyrka genom att banka på kyrkporten med sin biskopsstav (maj 2024).
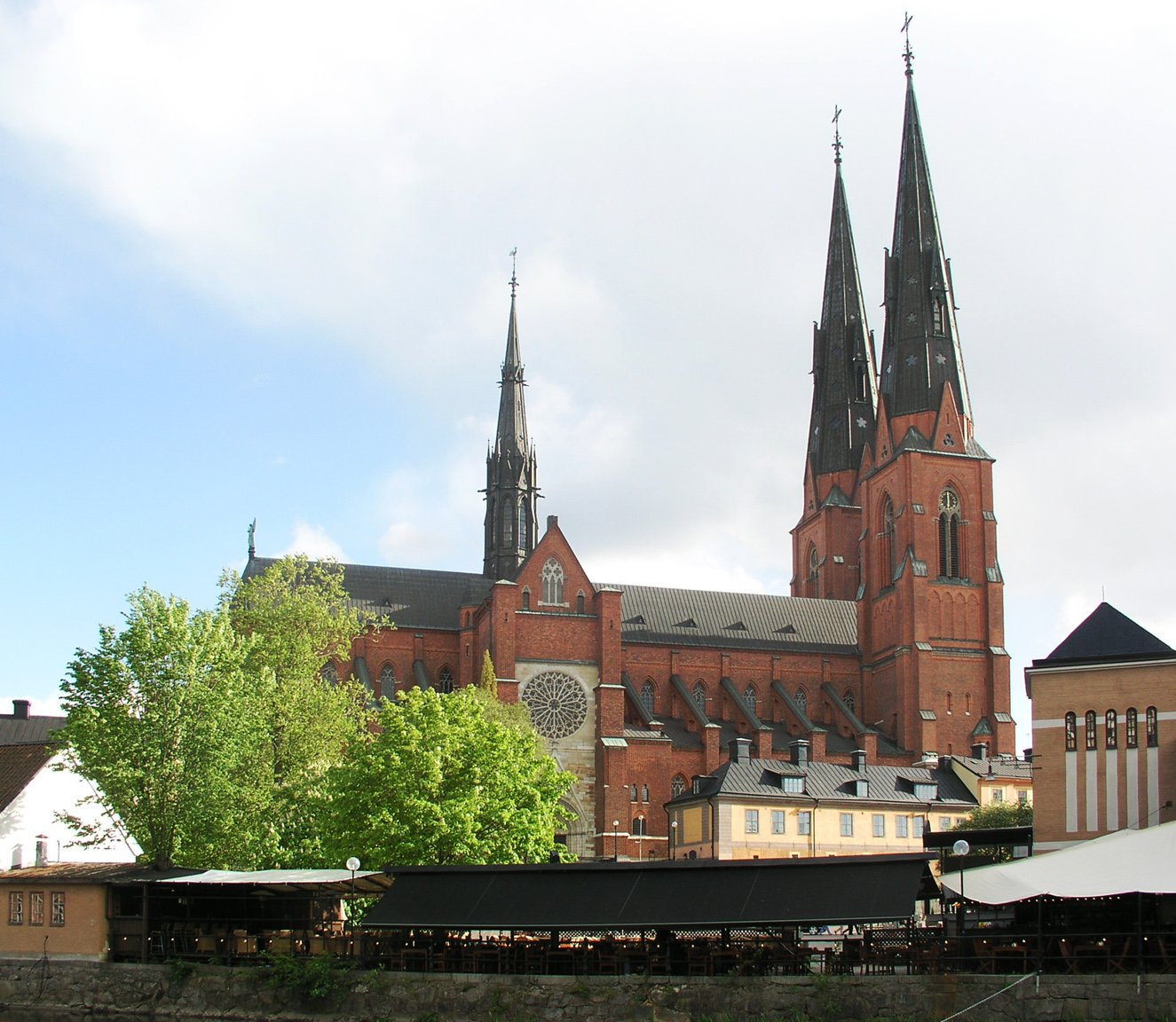
Uppsala domkyrka
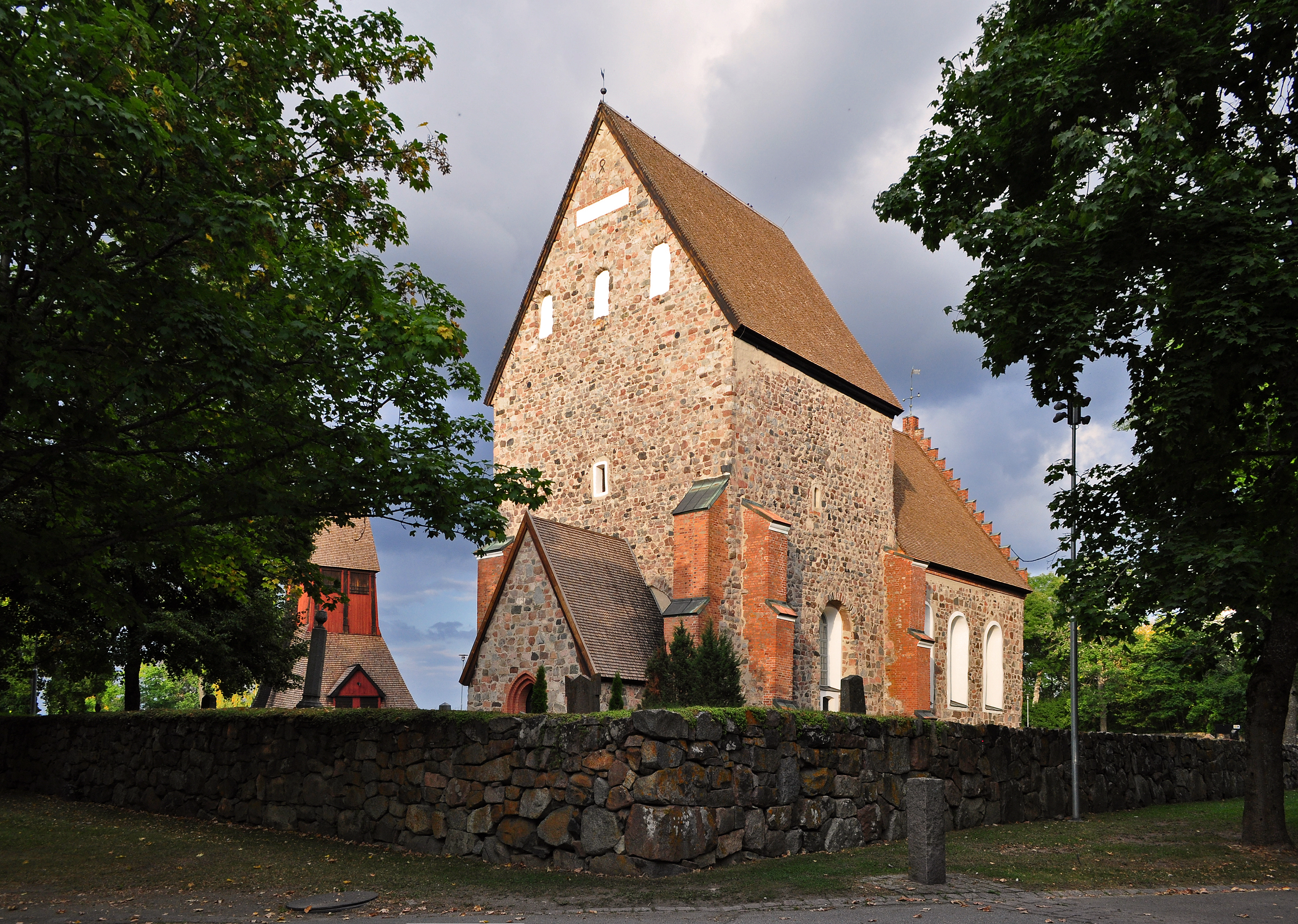
Gamla Uppsala kyrka
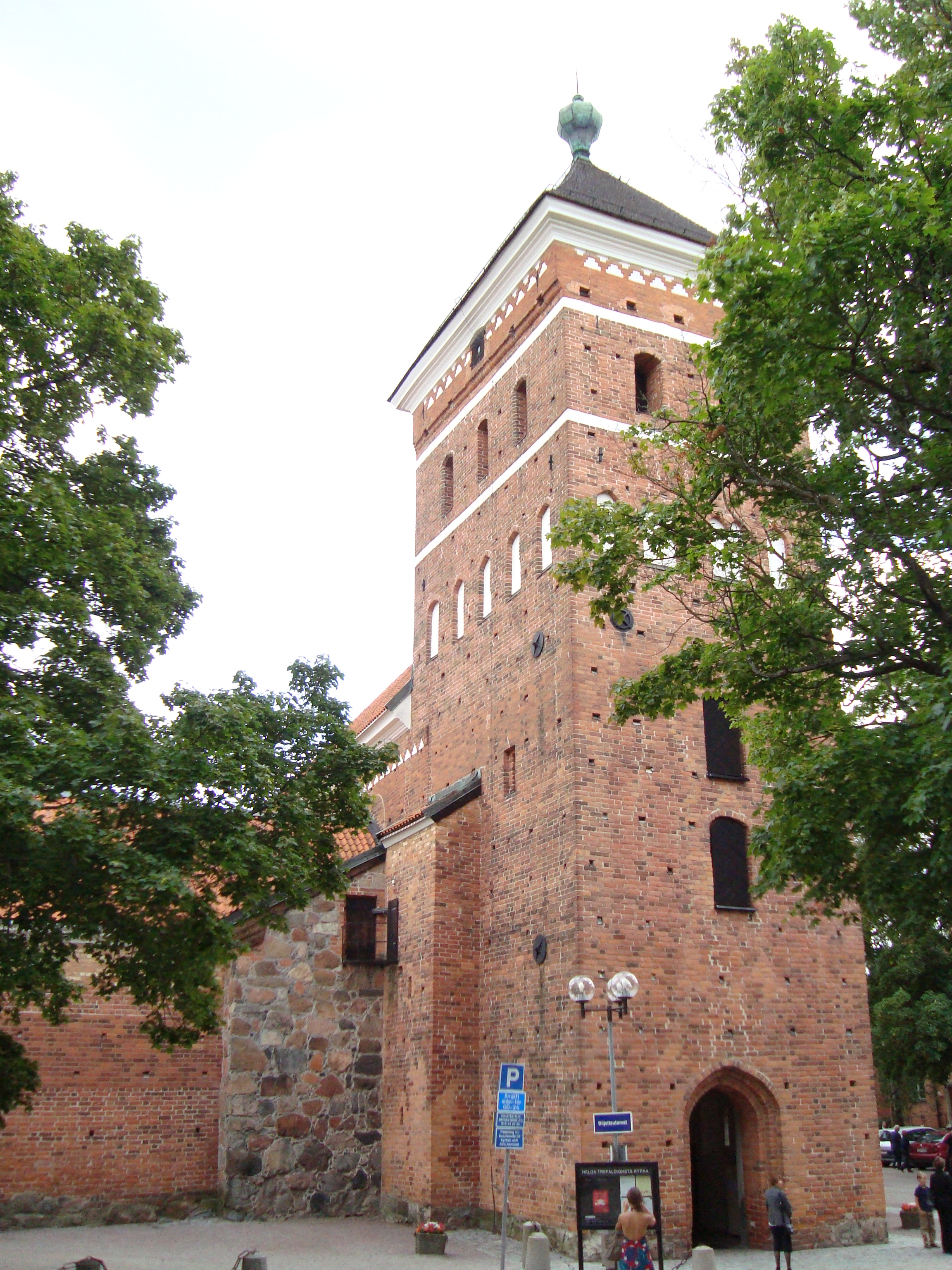
Helga Trefaldighets kyrka i Uppsala